# Liceum Krzemienieckie
Liceum Krzemienieckie (także Liceum Wołyńskie, pierwotnie Gimnazjum Wołyńskie) – polska szkoła w Krzemieńcu na Wołyniu, istniejąca w latach 1805–1831, reaktywowana w latach 1922–1939, zwana także Atenami Wołyńskimi. Odegrała znaczącą rolę w rozwoju poziomu kultury polskiej na Wołyniu.

## Historia
Szkołę założył Tadeusz Czacki, ówczesny wizytator placówek oświatowych guberni wołyńskiej, podolskiej i kijowskiej, przy udziale Hugona Kołłątaja. Mieściła się w siedzibie dawnego Kolegium Jezuickiego w zespole architektonicznym pałacu Wiśniowieckich, który po kasacie zakonu przejęła Komisja Edukacji Narodowej. Szkoła miała pełnić funkcję ośrodka edukacyjnego i kulturalnego dla południowo-wschodnich Kresów byłej Rzeczypospolitej, oferując wykształcenie od elementarnego poprzez średnie, zawodowe, aż do półwyższego. Jej otwarcie nastąpiło 1 października?/13 października 1805 roku, a pierwszym dyrektorem placówki (do początku grudnia 1810 roku) został Józef Czech. Pierwotna nazwa szkoły, Gimnazjum Wołyńskie, obowiązywała do 1819 roku, potem ranga placówki wzrosła, a jej nazwę zmieniono na Liceum Krzemienieckie. Już jako liceum szkoła mogła nadawać niższe tytuły naukowe.
Liceum szczyciło się własną drukarnią oraz bogatą biblioteką opartą na księgozbiorze Stanisława Augusta Poniatowskiego. W 1825 roku biblioteka miała blisko 31 tys. ksiąg (bez dubletów) – w czym wielka zasługa Tadeusza Czackiego.
Po upadku powstania listopadowego Liceum Krzemienieckie zostało zamknięte przez władze carskie. Część kadry oraz większość majątku szkoły wchłonął tworzący się właśnie Uniwersytet Kijowski, natomiast biblioteka krzemieniecka (jedna z najcenniejszych i najbogatszych w ówczesnej Polsce) oraz bezcenna galeria Stanisława Augusta Poniatowskiego zostały zrabowane i umieszczone w Kijowie. Biblioteka ta stała się początkiem dla utworzenia Narodowej Biblioteki Ukraińskiej w Kijowie. W 1836 roku w budynku odebranym Liceum rozlokowano prawosławne seminarium duchowne w Krzemieńcu.

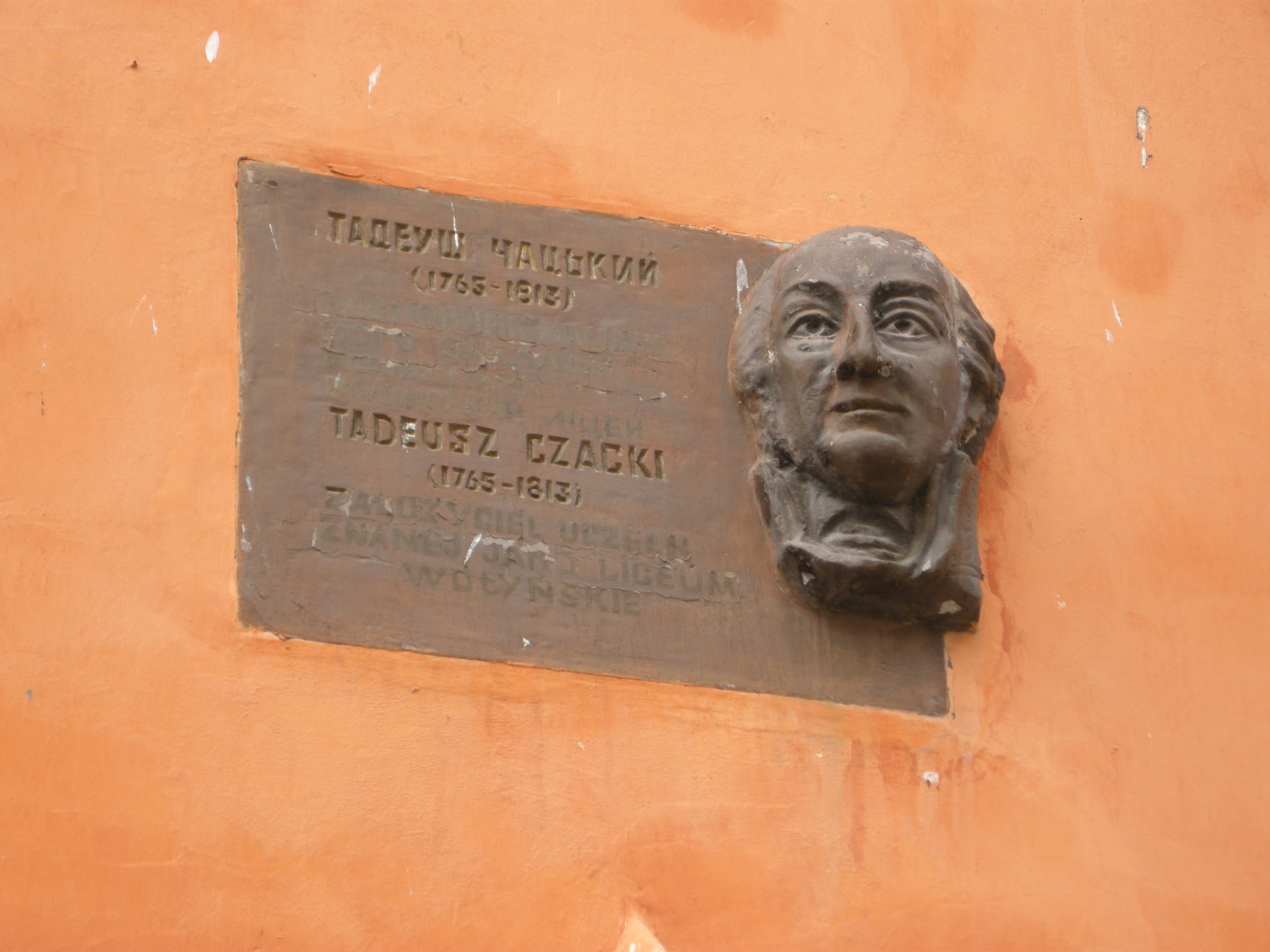
Tablica pamiątkowa poświęcona Tadeuszowi Czackiemu

Podczas rewolucji październikowej zbiory biblioteki zostały zabezpieczone przed zniszczeniem przez Komisariat do Spraw Polskich, kierowany przez Juliana Leszczyńskiego - Leńskiego, działający w ramach bolszewickiego Komisariatu Ludowego do Spraw Narodowości.
Na mocy dekretu marszałka Józefa Piłsudskiego z 1920 roku dawne Liceum Krzemienieckie wznowiło działalność w 1922 roku, jako zespół szkół. Była ona kontynuowana do 1939 roku.
28 lipca 1941 roku, wkrótce po zajęciu Krzemieńca przez wojska niemieckie, Niemcy, na podstawie listy ułożonej przez nacjonalistów ukraińskich, aresztowali przedstawicieli inteligencji polskiej, głównie nauczycieli Liceum Krzemienieckiego. Aresztowanych uwięziono w Domu Społecznym, gdzie byli torturowani przez Sonderkommando i milicję ukraińską. W dniach 28–30 lipca 1941 roku 30 osób z tej grupy zostało przez Niemców rozstrzelanych pod Górą Krzyżową.
Tradycje Liceum Krzemienieckiego kontynuuje warszawskie XXVII Liceum Ogólnokształcące im. Tadeusza Czackiego. Do liceum nawiązuje również Uniwersytet Mikołaja Kopernika w Toruniu, gdzie nazwano ulicę na toruńskim kampusie – Krzemieniecką.

## Program nauczania

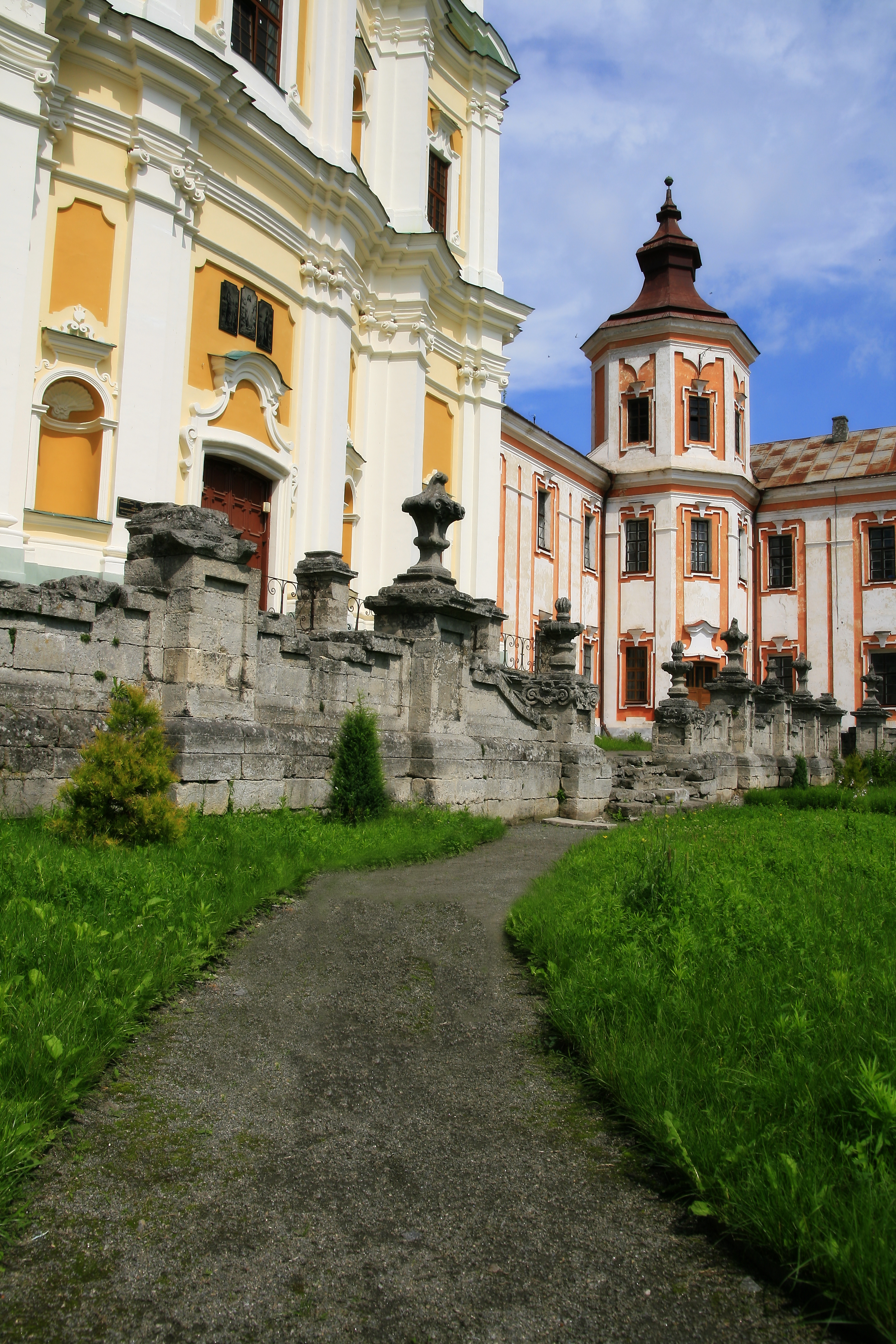
Budynek dawnej szkoły widoczny z dziedzińca

Liceum, opierając się na założeniach sprecyzowanych przez Towarzystwo Przyjaciół Nauk, wprowadzało w życie staranny program wychowawczy, mający na celu wszechstronny rozwój intelektualny, moralny, kulturalny i obywatelski uczniów.
Nauka w Liceum trwała 10 lat i była podzielona na dwa etapy: na cztery roczne „klasy” i trzy dwuletnie „kursy”. Program czterech pierwszych lat obejmował naukę języka polskiego, rosyjskiego, francuskiego, łaciny, religii, geografii, arytmetyki i podstaw geometrii. Po czterech latach naukę kontynuowano w klasach licealnych, w których wykład odbywał się metodą uniwersytecką. Do wcześniejszych przedmiotów na pierwszym kursie podczas pierwszego roku nauki dodawano rozszerzoną geometrię, trygonometrię płaską, a na drugim roku algebrę, logikę, naukę wymowy i historię starożytną. Na kursie drugim do dotychczasowych przedmiotów dochodziła fizyka, matematyka wyższa, rachunek integralny, ekonomia polityczna. Podczas trzeciego kursu do programu nauczania dodawano chemię, historię naturalną, botanikę, prawo krajowe. Wykłady obejmowały także historię literatury greckiej, łacińskiej, polskiej, francuskiej oraz poezję. Przedmiotami dodatkowymi, do wyboru przez uczniów, były: język grecki, angielski, bibliologia, rysunek, mechanika teoretyczna i praktyczna, architektura, gimnastyka. Ponadto uczono fechtunku, muzyki, śpiewu, tańca, jazdy konnej.
Nauka była kosztowna. W terminie od 15 sierpnia do 1 września każdy uczeń musiał wnieść całoroczną opłatę w wysokości 463 zł polskich 10 groszy – gdy chciał spędzić miesiące wakacyjne w Krzemieńcu, lub 414 zł polskich 10 groszy – jeśli na wakacje wracał do domu. Do tego dochodziła opłata za dodatkowe lekcje oraz pewne kwoty na „potrzeby szkoły”. Szkoła pozyskiwała środki także od okolicznego ziemiaństwa, które wnosiło dobrowolne opłaty.
Lekcje trwały od godziny ósmej do dziesiątej rano i od drugiej do czwartej po południu, oprócz wtorków i czwartków, kiedy to na popołudnia przypadały ćwiczenia rekreacyjne. Do podstawowego schematu godzin lekcyjnych dochodziły wykłady z przedmiotów dodatkowych.

## Kadra naukowa

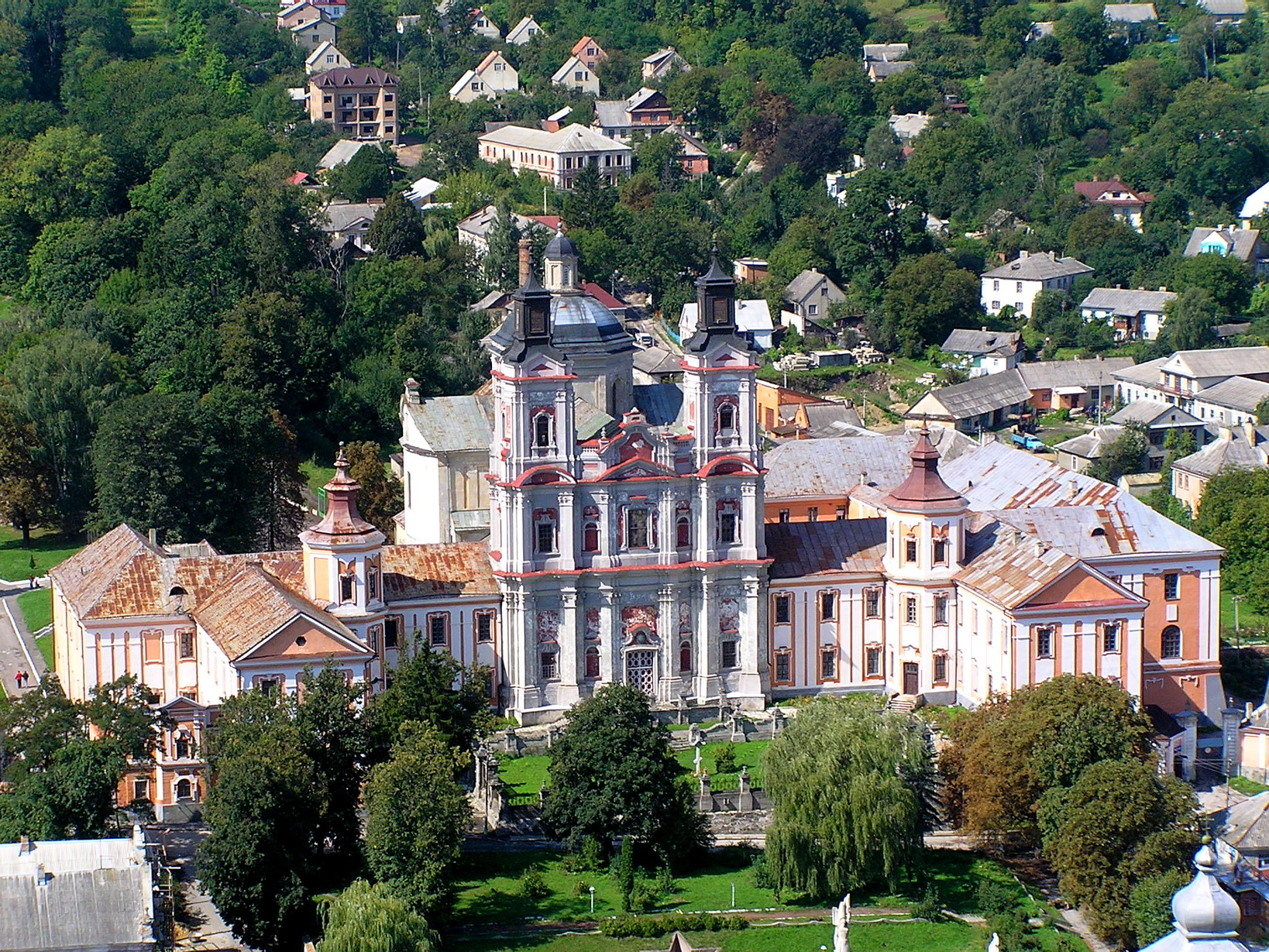
Zdjęcie budynku szkoły od strony płd.-wsch. (2006)

- Ignacy Abłamowicz – polski fizyk, profesor
- Antoni Andrzejowski – polski przyrodnik, botanik, geolog, pamiętnikarz i pisarz
- Willibald Besser – polski botanik i florysta, badacz flory wschodniej Galicji, profesor
- Zdzisław Celarski – polski inżynier architekt, porucznik, nauczyciel rysunku w Liceum Krzemienieckim
- Michał Choński – polski ekonomista, absolwent (1805) i doktor filozofii Uniwersytetu Wileńskiego (1806). Wykładowca prawa przyrodzonego i ekonomii politycznej praktycznie przez cały czas istnienia Liceum (od 1806 do 1831 roku). Wykładał ponadto statystykę powszechną
- Paweł Jarkowski – polski bibliotekarz i bibliograf, założyciel biblioteki krzemienieckiej
- Alojzy Feliński – polski profesor literatury i dyrektor Liceum
- Ludwik Gronowski – polski fotograf i pedagog, założyciel Wołyńskiej Szkoły Szybowcowej
- Antoni Jarkowski – polski filozof, profesor
- Karol Kochler – polski chemik, późniejszy wykładowca Uniwersytetu Mikołaja Kopernika
- Józef Korzeniowski – polski dramatopisarz i powieściopisarz, profesor
- Julian Kozłowski – późniejszy cichociemny
- ks. Jan Kulikowski – wykładowca teologii i kapelan Liceum Krzemienieckiego w latach 1825–1831, kanonik łucki, późniejszy rektor seminarium żytomierskiego[7][8]
- Joachim Lelewel – polski historyk, numizmatyk, poliglota, heraldyk i działacz polityczny, profesor
- Aleksander Mickiewicz – wykładowca prawa polskiego, litewskiego i rzymskiego, brat Adama Mickiewicza
- Alojzy Osiński – polski filolog, słownikarz, pijar
- Euzebiusz Słowacki – polski teoretyk i historyk literatury, tłumacz, dramatopisarz, ojciec Juliusza Słowackiego
- Michał Wiszniewski – polski filozof, psycholog oraz historyk literatury, profesor

## Uczniowie i absolwenci

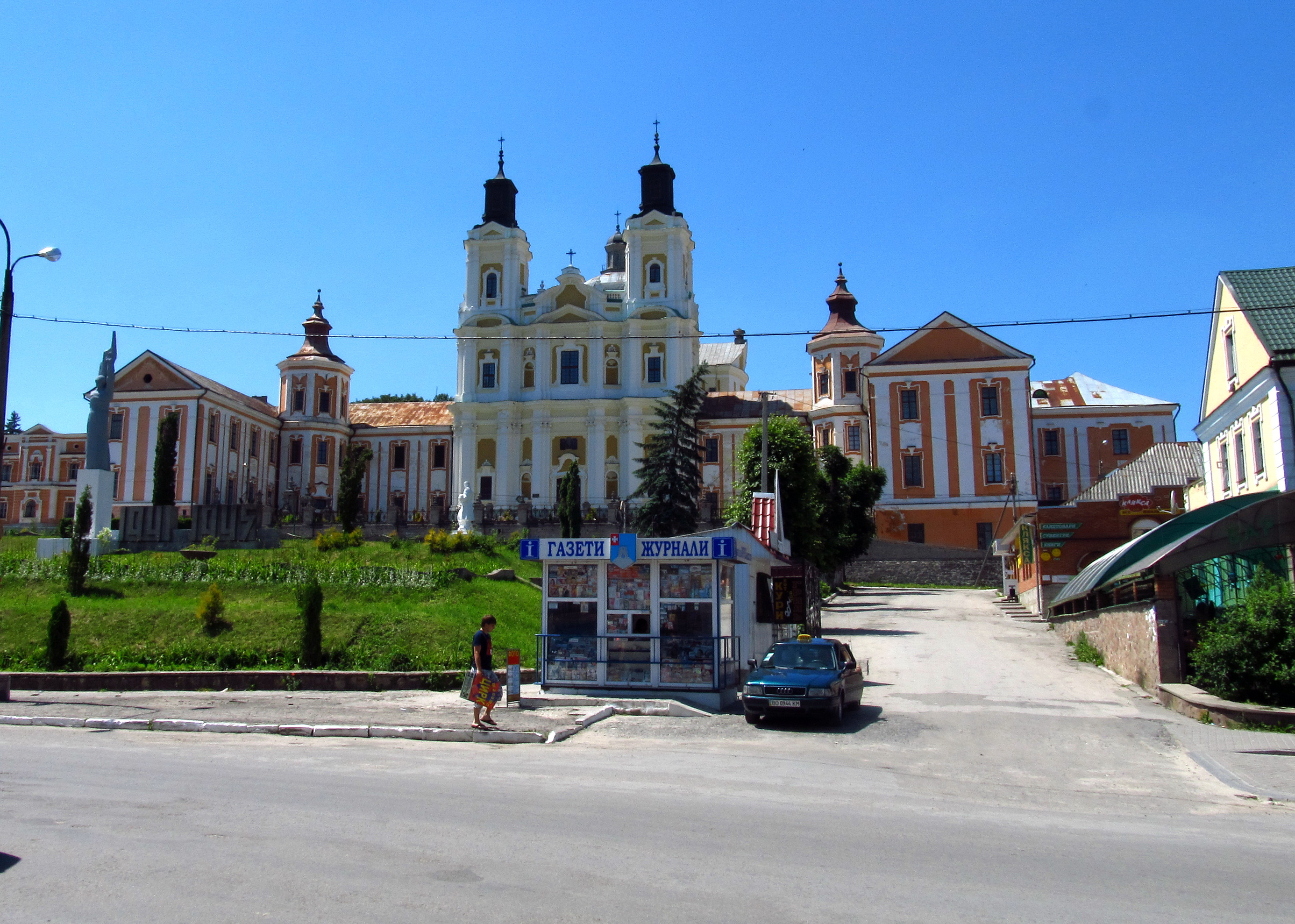
Budynek dawnego liceum widoczny od strony wschodniej

- Antoni Andrzejowski – polski przyrodnik, botanik, geolog, pamiętnikarz i pisarz
- Józef Antoni Beaupré – polski lekarz, przyjaciel Juliusza Słowackiego
- Feliks Bernatowicz – polski powieściopisarz romantyczny
- Zenon Brzozowski – polski mecenas sztuki, ziemianin, marszałek szlachty guberni podolskiej
- Piotr Chlebowski – polski nauczyciel, pedagog i matematyk, nauczyciel Zygmunta Krasińskiego
- Maurycy Gosławski – polski poeta, uczestnik kampanii tureckiej, powstaniec listopadowy
- Kazimierz Stanisław Gzowski – polski inżynier, budowniczy mostów, dróg w Kanadzie, powstaniec listopadowy
- Eustachy Iwanowski – polski historyk
- Kajetan Jaxa-Marcinkowski – polski poeta, grafoman, tłumacz i pedagog
- Mikołaj Jełowicki – polski pisarz, dziennikarz, kapitan jazdy wołyńskiej w powstaniu listopadowym
- Mark Kac – polski i amerykański matematyk
- Józef Korzeniowski – polski dramatopisarz i powieściopisarz, profesor
- Franciszek Kowalski – polski poeta, tłumacz dzieł Moliera
- Antoni Malczewski – polski poeta, prekursor romantyzmu
- Konstanty Malczewski – polski wojskowy, generał meksykański
- Tomasz August Olizarowski – polski dramatopisarz
- Narcyz Olizar – polski hrabia, senator-kasztelan Królestwa Polskiego, poseł na Sejm w 1831 roku, działacz polityczny Wielkiej Emigracji, pisarz, publicysta i malarz
- Gustaw Olizar – polski hrabia, publicysta, poeta, pamiętnikarz
- Spirydion Ostaszewski – polski hipolog, pisarz, zbieracz podań i legend ludowych
- Władysław Ludwik Skorupka-Padlewski – ziemianin, powstaniec listopadowy i styczniowy, uczestnik spisku Szymona Konarskiego
- Tomasz Padura – poeta polsko-ukraiński
- Karol Paszkiewicz – powstaniec listopadowy, belwederczyk
- Stanisław Poznański – polski dziennikarz, żołnierz Armii Krajowej, powstaniec warszawski
- Aleksander Narcyz Przezdziecki – czołowy mediewista warszawski okresu międzypowstaniowego, wydawca źródeł historycznych, członek Heroldii Królestwa Polskiego od 1847 roku[9].
- Stanisław Ramenda – polski hodowca nowych odmian roślin, doktor nauk rolniczych
- Zygmunt Rumel – polski dowódca wojskowy, komendant VIII Okręgu Wołyń BCh, oficer Armii Krajowej, poeta
- Juliusz Słowacki – polski poeta
- Olga Stande-Armatys - nauczycielka matematyki
- Włodzimierz Tiunin – polski artysta malarz i pedagog
- Kazimierz Urbanik – polski matematyk, rektor Uniwersytetu Wrocławskiego
- Michał Wiszniewski – polski filozof, psycholog oraz historyk literatury, profesor
- Stanisław Worcell – polski działacz polityczny, publicysta, powstaniec listopadowy
- Tymon Zaborowski – polski poeta